# R 11 (sous-marin italien)
Le R 11 est un sous-marin cargo de la classe R ou classe Romolo, destiné à la Regia Marina mais mis en service par la Kriegsmarine.

## Caractéristiques
Les sous-marins de la classe R déplaçaient 2 155 tonnes en surface et 2 560 tonnes en immersion. Les sous-marins mesuraient 86,5 mètres de long, avaient une largeur de 7,86 mètres et un tirant d'eau de 5,34 mètres. Ils avaient une profondeur de plongée opérationnelle de 800 mètres. L'équipage se composait de 7 officiers et 51 sous-officiers et marins. Ils avaient une capacité de chargement de 600 tonnes.
Le système de propulsion était de type conventionnel, avec deux moteurs diesel TOSI pour la navigation de surface, d'une puissance totale de 2 600 chevaux-vapeur (1 900 kW), chacun entraînant un arbre d'hélice. En immersion, chaque hélice était entraînée par un moteur électrique Marelli de 450 chevaux-vapeur (336 kW). Ces moteurs électriques étaient alimentés par une batterie d'accumulateurs au plomb composée de 216 éléments. Ils pouvaient atteindre 13 nœuds (24 km/h) en surface et 6 nœuds (11 km/h) sous l'eau. En surface, la classe R avait une autonomie de 12 000 milles nautiques (22 000 km) à 9 noeuds (17 km/h); en immersion, elle avait une autonomie de 110 milles nautiques (200 km) à 3,5 noeuds (6,2 km/h).
Les sous-marins étaient uniquement armés pour l'autodéfense avec trois canons anti-aériens légers Breda 20/65 Mod. 1935 de 20 millimètres
Certains sous-marins ont pu être équipés d'une paire de tubes lance-torpilles internes de 45 cm (17,7 in) à l'avant et à l'arrière.

## Construction et mise en service
Le R 11 est construit par le chantier naval Odero-Terni-Orlando (OTO) de La Spezia en Italie, et mis sur cale le 10 mars 1943. Il est lancé le 6 juillet 1944.

## Historique
Le R 11 est encore en construction lors de la proclamation de l'armistice du 8 septembre 1943 (Armistice de Cassibile).
Capturé par les Allemands, il est rebaptisé UIT-2. La Kriegsmarine ayant besoin de grands sous-marins de transport, la construction se poursuit, mais très lentement en raison de la pénurie de matériel.
Il ne peut être lancé que le 6 juillet 1944, plus d'un an après sa mise sur cale.
Le 24 avril 1945, les troupes allemandes, alors proches de la reddition, le sabordent et il coulé dans le port de La Spezia.
L'épave, renfloué en 1946-1947, est transformée en ponton (désignation GR 522), et employé à La Spezia. Il est démantelée en 1947,.